# 山城堡战役
山城堡战役，1936年在甘肃省环县山城乡中国工农红军对抗国民革命军的战斗。中国工农红军前敌总指挥彭德怀，国军第一军指挥胡宗南。该战役是红军三大主力会师后的第一次重大军事胜利，对张学良发动西安事变影响很大。

## 过程
1936年10月，红一方面军、红二方面军、红四方面军在甘肃会宁会师。蒋介石调集国军国民革命军第一军、国民革命军第三军、国民革命军第三十七军和东北军第六十七军、骑兵军共5个军，从会宁至隆德一线，由南向北分4路向红军进攻，企图消灭红军于靖远、海原地区。红军前敌总指挥部根据中共中央委员会和毛泽东的指示，对东北军第67军和骑兵军积极进行统战工作，迟缓其前进，以一部兵力钳制王均第三军、毛炳文第三十七军，集中兵力给胡宗南国民革命军第一军以歼灭性打击。
10月底，红军各部由靖远、海原地区逐次向东转移。至11月中旬，分别移至甘肃同心县豫旺堡、宁夏盐池县萌城、甘肃环县甜水堡以东地区。11月14日，朱德、张国焘电西路军鼓劲“对你们之敌现马步芳、青两部，又分散，又（便）于你们各个击破，后东追之敌并不多，守甘、凉、肃之兵力亦不充足，最利你们各个击破敌人，夺得甘、凉、肃根据地和打通远方任务，这是你们独立可能完成的。”同一天河东的彭德怀却对中央军第37军毛炳文可能渡河追击西路军的前景表示忧虑，提出河东红军主力派出一部“向靖远、中卫、中宁、会宁、静宁活动调毛敌，声援西路军，否则西路军陷于孤立”。而毛泽东则认为还有更好的办法“声援西路军”，即在河东打一仗，打击胡宗南：“据彭电，胡敌续向豫旺进攻，不消灭其一部不能南进。似此有打胡敌之机会，自以集中一、四、十五、三十一军在数日内打一仗再南进为有利。”
11月16日，中央军第三十七军毛炳文部果然开始西渡黄河追击西路军，河东朱、张一改两天前的信心满满，变成了忧心忡忡：“毛炳文部可于巧日（十八日）渡河完毕，对西路军判断，认为我西路军已无再东渡可能”，“我们须急设法帮助和策应他们，因他们太孤立，并须急打通远方，得到接济至关重要”。紧接着，西路军首长也一改几天前的信心满满，11月17日提出了“任务次序之询”：“是否我们控制肃州、甘州在手，由远方（即新疆盛世才当局）负责与我们打通，还是我们主力进行玉门、安西或到新疆才有办法。如打通远方为主要任务，我在现地区创造根据地不能不居次要地位。如遇特别情况时，是否我们将去打通远方，请速详示”。此时，东北军前进比较迟缓，第三十七军仍在黄河以西，第三军进占同心城后停止前进，唯第一军紧紧尾追红军，进至豫旺堡地区。与此同时，张学良估计胡宗南定会不顾一切急追红军，于是派出与中共秘密协商的中间人王以哲统率与胡协同作战的东北军第六十七军和骑兵军，王以哲深知张之意，故意拖延进军速度。一起协同作战的中央军第三军，也不敢冒进，在进占同心城后，停止前进。而胡宗南第一军则抛开友军，凭借精良武器装备孤军冒进，11月17日分3路前进：
- 左路第一师李正先第一旅由盐池县惠安堡东进，
- 中路第一师詹忠言第二旅向萌城、甜水堡推进，
- 右路丁德隆第七十八师由西田家原向环县山城堡前进。
- 胡宗南坐镇同心县王家团庄指挥。
- 第43师周祥初部、第97师孔令恂部为第二梯队进至豫旺县城及附近地区。

11月17日，第一旅第二团团长，黄埔三期生杨定南被红二十八军狙击手的冷枪打死。11月17日，红四方面军陈再道第4军、萧克第31军在萌城、甜水堡以西地区与第一师詹忠言第二旅接战。
在这个很关键的时刻，11月18日毛泽东致电朱德、张国焘，指出：“只有战胜胡军才便开展局面，才是策应河西的好办法”。11月18日，河东的红四、红三十一军先在甜水堡重创中央军精锐主力胡宗南部第一师詹忠言第二旅，毙伤600余人，并击落飞机1架。第二旅第3团团长刘超寰腿部被打成重伤，中校团副陈鞠旅代替团长指挥，以重机枪火力为核心最终守住了防御，没有被红四方面军击垮。11月18日日终，红军撤走。中央军损失了600多人，红军损失也差不多。
11月18日，红军前敌总指挥部决定集中优势兵力，在山城堡地区求歼孤军深入之第七十八师。11月19日，前敌总指挥彭德怀到山城堡部署作战，以红军第28军在盐池县红井子一带钳制国军第一师第一旅，以红二方面军第六军团和红一方面军第81师在洪德城至环县一线以西迟滞东北军，以红一方面军第一、第十五军团和第4、第31军集结于山城堡南北地区隐蔽待机，以红二方面军主力集结于洪德城以北地区为预备队。　
11月20日，第七十八师廖昂第二三二旅及另第234旅谢义峰468团进占山城堡地区，孤立突出，翼侧暴露。11月21日下午，红军发起进攻，徐海东红十五军团和左权红一军团杨得志第2师向山城堡西北之哨马营方向进攻，断其退路，红2师5团政委陈雄亲率爆破组匍匐爆破敌军地堡途中牺牲；其他各部红军向山城堡进逼。是日黄昏，红一军团陈赓第1师、陈光第4师和萧克红31军一部，乘第二三二旅放弃山城堡阵地突围之机,从南、东、北3面向山城堡猛攻，激战至22日上午上午9点，晏俭团长在混战中阵亡，232旅兵员损失严重。廖昂旅长和周保团长等几个军官带领剩下的部队从红十五军团的一个空隙中逃了出来。此战廖昂232旅损失了大约三分之二，伤亡大约有3000多人，但没有被成建制全歼。
与此同时，宋时轮红28军在红井子、大水坑地区击溃第1师第1旅。
11月21日日终，河东红军的三个方面军主力取得山城堡战役胜利。
胡宗南令全军收缩集结于惠安堡、同心城一线，进行休整，准备再次进攻。
蒋介石下令将作战不利的第78师师长丁德隆与第232旅旅长廖昂撤职。11月22日，蒋介石急电在兰州的甘肃省主席兼驻甘绥靖主任兼任西北剿共军第1路总指挥朱绍良：“朱主任逸民兄：河西之匪既向西远窜，则以后追击部队应另定部署，此时应即抽调毛军（即第37军）速回转河东岸，协同第一军（即胡宗南部）先肃清河东毛、徐主力为要。毛军最快何时可以调回河东之何地，希详复。中正”
河东主力红军主力也以山城堡战役胜利改变了被动战局，滞缓蒋的剿共战略，在陕甘宁地区站住了脚，原拟南进乃至“再来一次长征”的筹划随之搁置；还增加了张学良、杨虎城与共产党红军合作逼蒋抗日的信心。增强张联共的信心，并向毛泽东重提“反蒋抗日”的计划。张在山城堡战役之后，态度从低调秘密联共开始转向高调公开联共。张学良向毛泽东建议，胡宗南只是一“血性军人”，对其应以和平统战为主，不要因为内战而造成更多内耗。